# پیتر میهیو
پیتر میهیو (به انگلیسی: Peter Mayhew) زادهٔ ۱۹ مهٔ ۱۹۴۴ – درگذشته ۳۰ آوریل ۲۰۱۹) هنرپیشه و پدیدآور اهل بریتانیا و آمریکا بود. وی از سال ۱۹۷۶ (میلادی) تا ۲۰۱۸ (میلادی) به کنش هنری پرداخت. وی بر اثر سکته قلبی درگذشت.
وی بیشتر به خاطر قدِ بلند و بازی در نقش چوباکا در سری فیلم‌های جنگ ستارگان شناخته می‌شود.

## فیلم‌شناسی
- جنگ ستارگان (۱۹۷۷)
- ترس (۱۹۷۸)
- امپراتوری ضربه می‌زند (۱۹۸۰)
- بازگشت جدای (۱۹۸۳)
- کتاب کمیک: فیلم (۲۰۰۴)
- جنگ ستارگان قسمت سوم: انتقام سیت (۲۰۰۵)
- جنگ ستارگان: جنگ‌های کلون (۲۰۰۸)
- گلی (۲۰۱۱)
- جنگ ستارگان: نیرو برمی‌خیزد (۲۰۱۵)
- جنگ ستارگان: آخرین جدای (۲۰۱۵)
- سولو: داستانی از جنگ ستارگان (۲۰۱۸)

## کتاب
میهیو ۲ کتاب نوشته است. بزرگ‌شدن غول‌پیکر درباره خوبی‌های قد بلند بودن در برابر مشکلات آن و غول‌پیکر عزیز من برای کودکان و برای مبازره با قلدری است.